# Palazzo Bellisomi Vistarino
El Palazzo Bellisomi Vistarino es un palacio del siglo XVIII ubicado en la ciudad de Pavía y uno de los ejemplos más importantes del rococó lombardo.

## Historia
La aristocrática familia Bellisomi es de origen antiguo de Pavía. Surgen abogados, administradores, eclesiásticos, entre los cuales el más famoso es Carlo (1736-1808), que hace carrera diplomática, convirtiéndose primero en nuncio en Polonia y luego en Lisboa, en 1783 es creado cardenal y en 1795 obispo de Cesena. Participó activamente en la Consulta de Lyon en 1801. La familia Bellisomi se instaló en esta casa noble de la parroquia de Santa Maria Corte Cremona (donde se encuentra el palacio) entre 1610 y 1619, cuando Nicola Annibale, primer marqués de Frascarolo, abandona el casa vecina en la parroquia de San Michele donde residía la familia desde el siglo XV.
Hacia 1720, la familia aristocrática decidió remodelar su palacio urbano según las exigencias de las nuevas modas artísticas, pero las obras duraron mucho tiempo, hasta que, a partir de 1745, Gaetano Annibale Bellisomi, gracias al inmenso patrimonio acumulado, dio un nuevo impulso al sitio. Gaetano Annibale fue un hombre de gran cultura y múltiples intereses, desde las ciencias hasta las artes, un bibliófilo apasionado (la biblioteca Bellisomi era una de las más grandes de la ciudad) y un gran coleccionista de antigüedades, especialmente monedas antiguas. En el palacio creó un museo de antigüedades, también rico en colecciones naturalistas, que también atrajo a visitantes de otras ciudades italianas y más allá.
El palacio fue diseñado por Francesco Croce, uno de los más grandes arquitectos milaneses de la época, mientras que los frescos fueron contratados por el pintor cremonese Giovanni Angelo Borroni. A la muerte de Gaetano Annibale Bellisomi, en 1747, la renovación del edificio corrió a cargo de su esposa, Marie Anne Thérèse de la Corcelle Percy, y las obras finalizaron en 1753. El elegante edificio originalmente estaba ricamente amueblado, como se sabe. Gaetano Annibale trajo muebles de Francia y, a través del marqués Antoniotto Botta Adorno (alto funcionario de la monarquía de los Habsburgo y plenipotenciario de los Países Bajos austríacos), tapices flamencos de Bruselas. En el siglo XIX, la propiedad del edificio pasó a los Condes Giorgi di Vistarino, quienes remodelaron la decoración de algunas habitaciones según el gusto de la época. Después de varios pasajes, el edificio pasó a ser propiedad de la Universidad de Pavía que, tras importantes renovaciones iniciadas en 2007, es desde 2013 la sede de la Fundación Alma Mater Ticinensis.

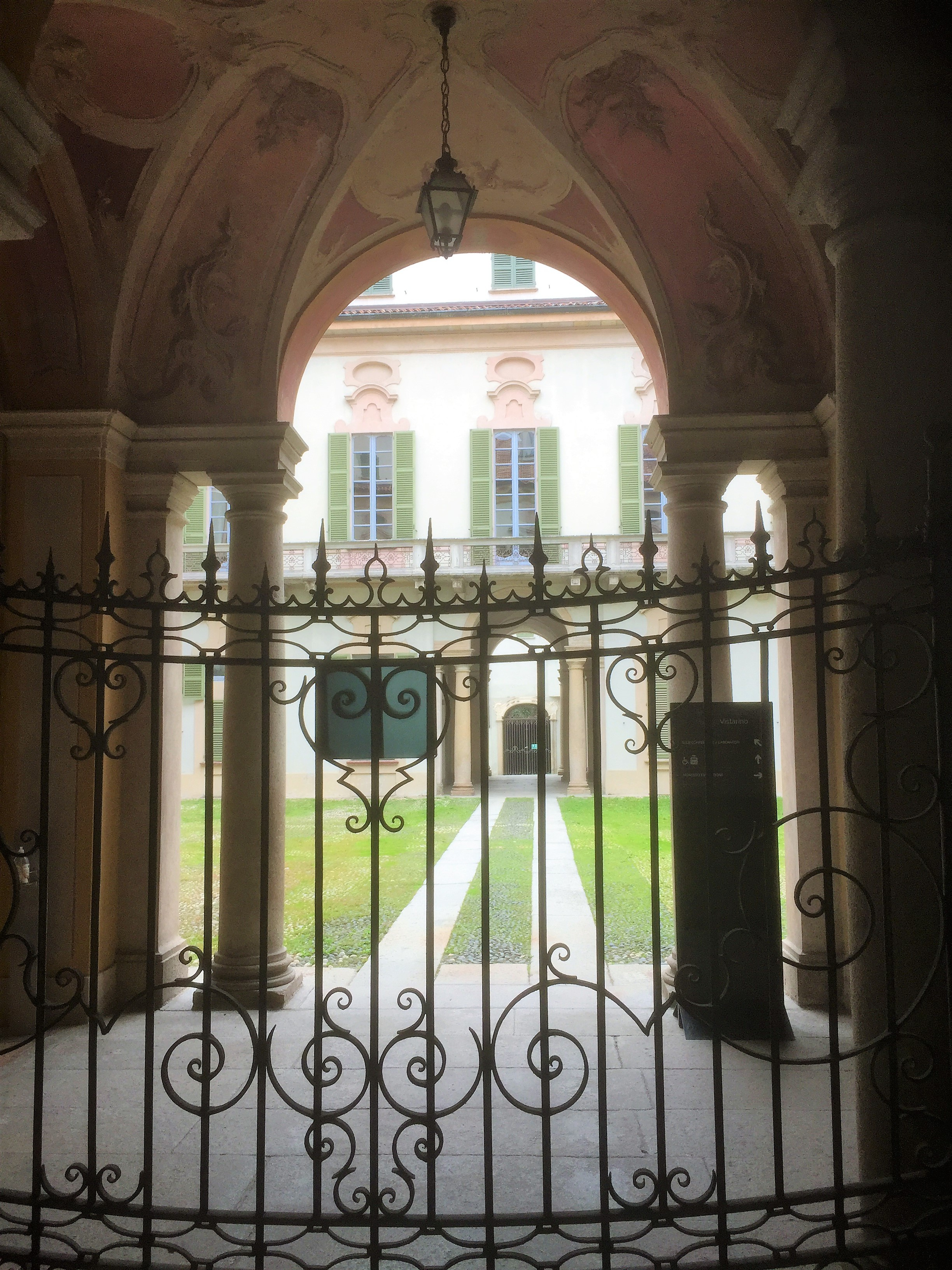
El primer patio del palacio.
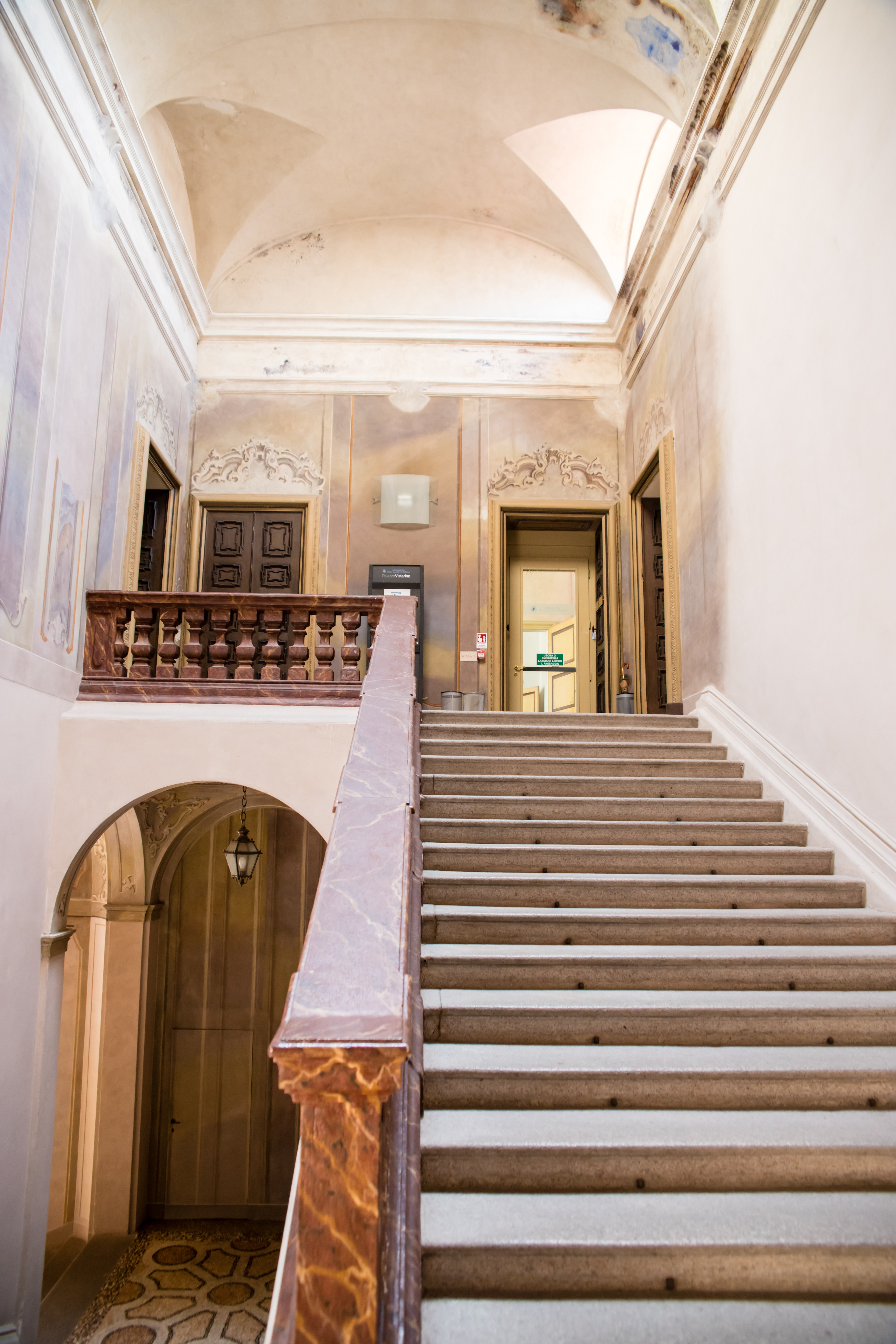
La gran escalera.
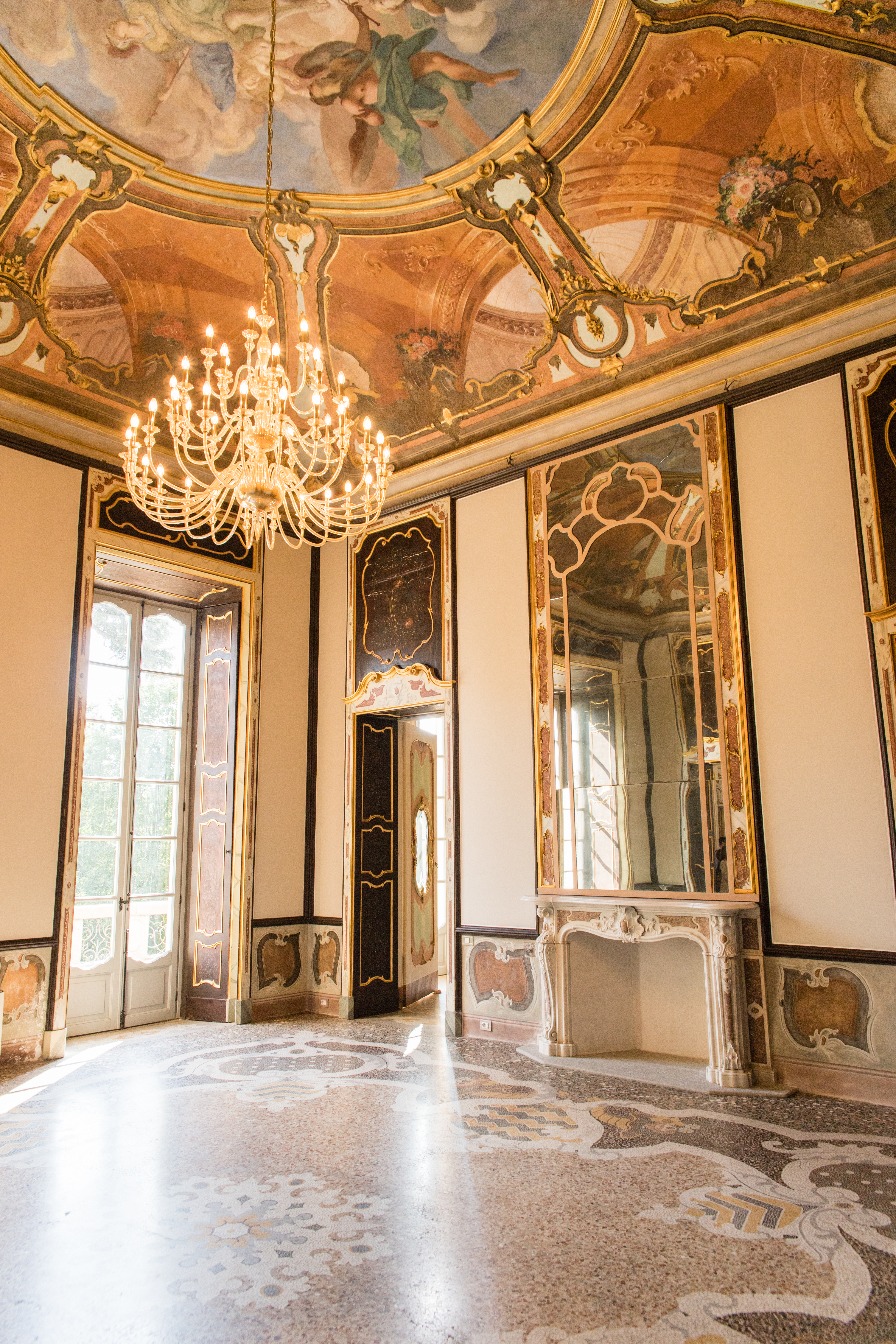
Una de las salas interiores con frescos de Giovanni Angelo Borroni.
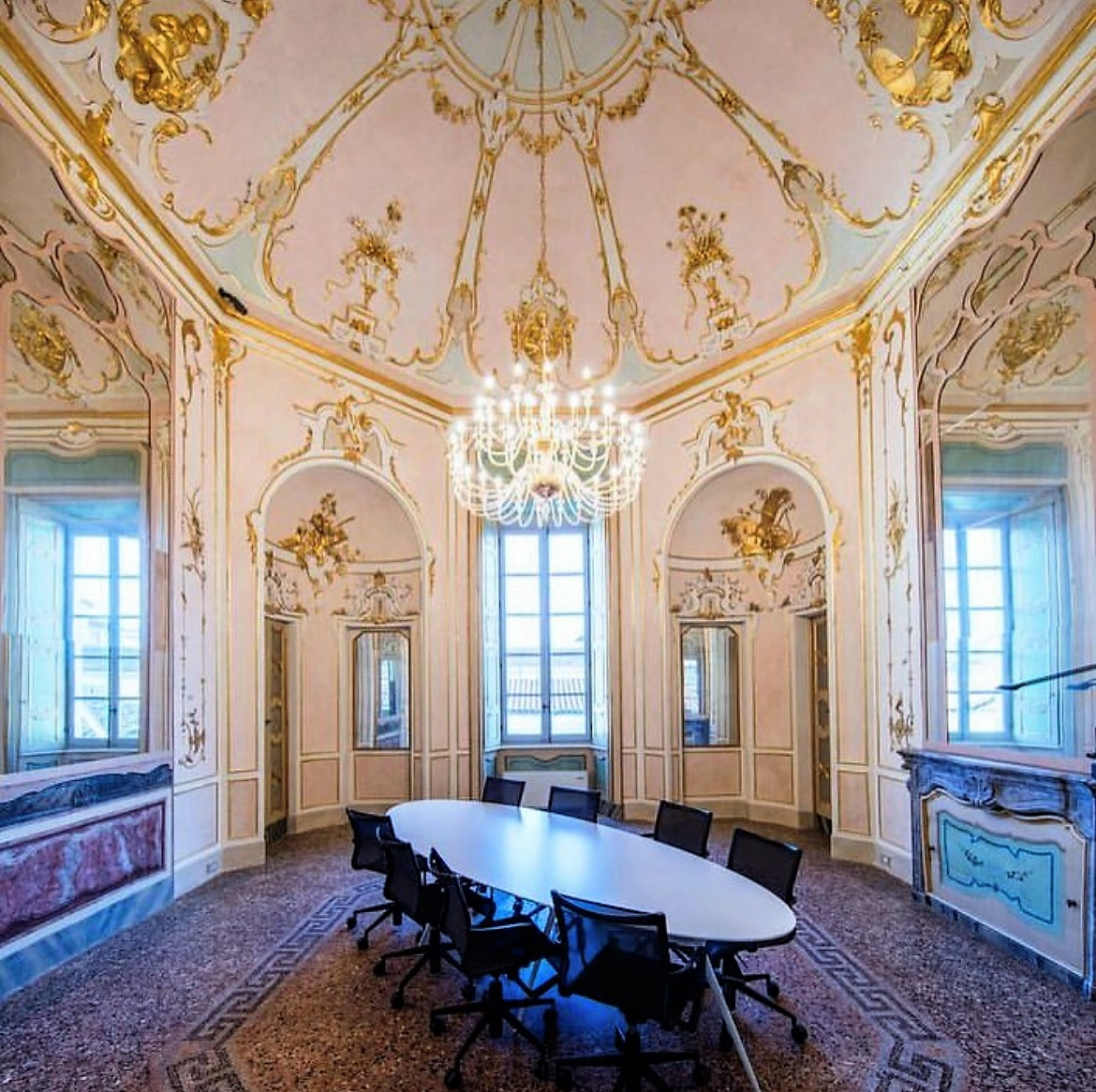
Dormitorio rosa.
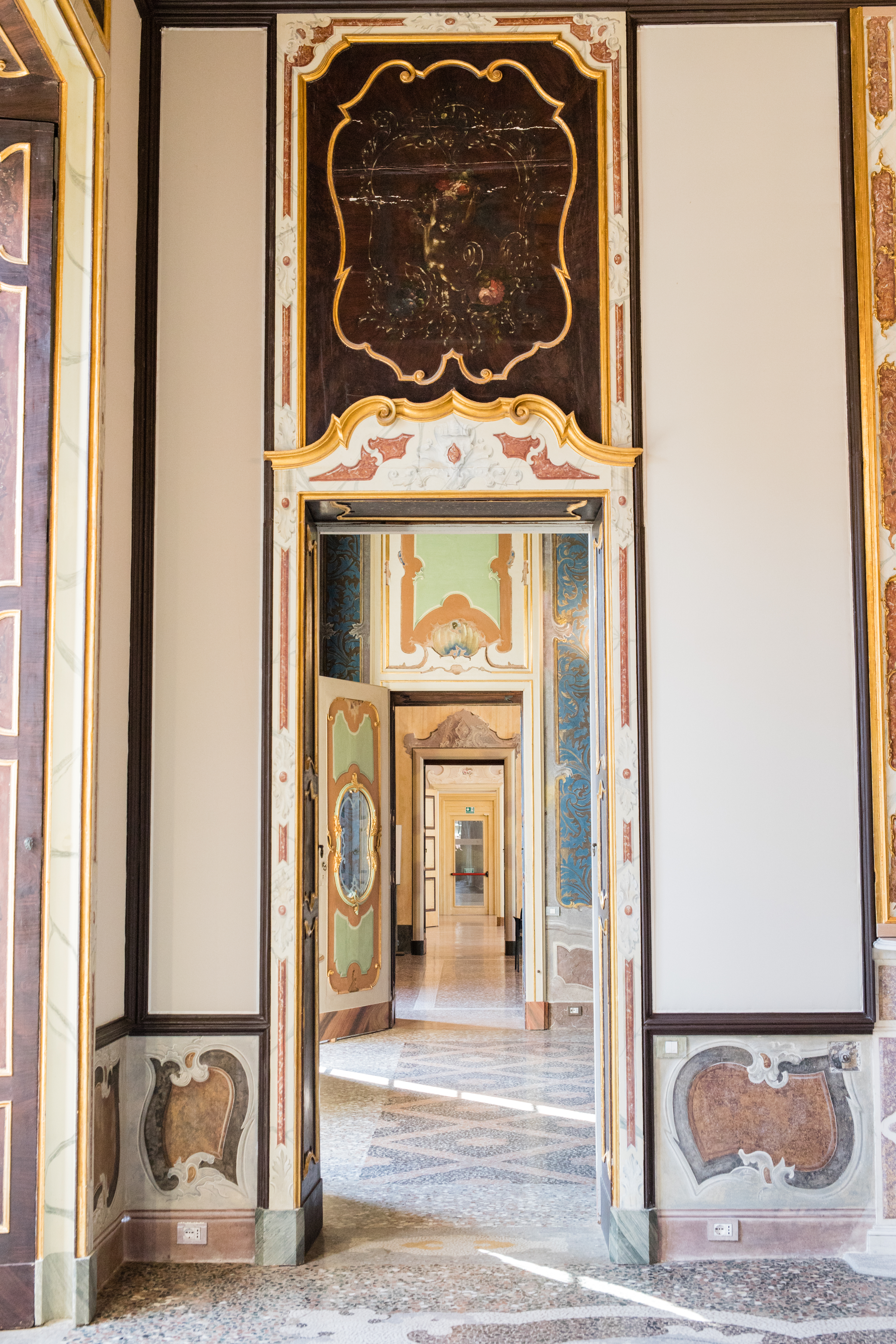
Uno de los pasillos.
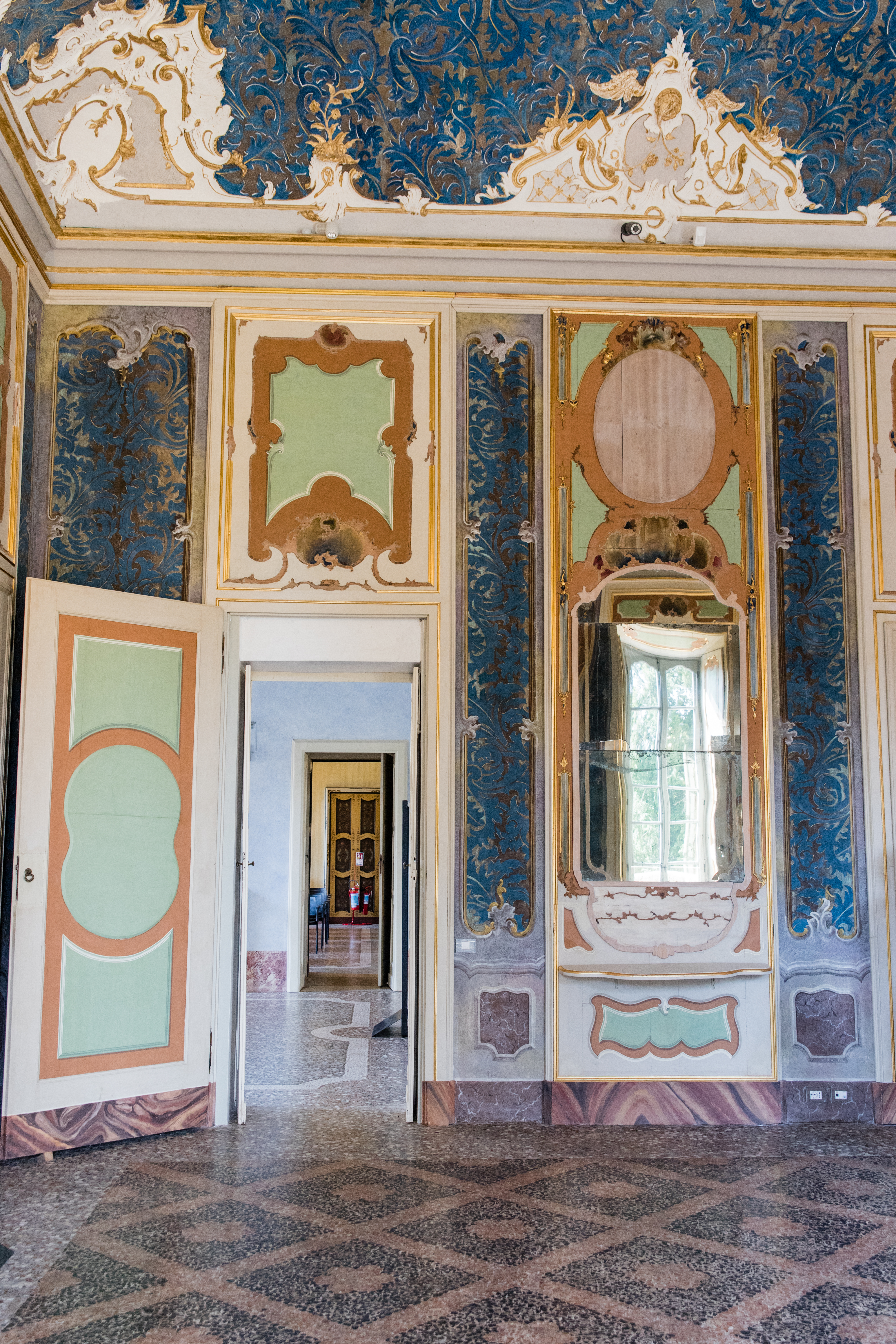
cuarto azul.

## Arquitectura
El conjunto, que ocupa una superficie de nada menos que 5.600 m2, se organiza en torno al patio noble, el patio de servicio y el gran jardín, que domina el Tesino desde un mirador.
El edificio cuenta también con una capilla, dedicada a los santos Simón y Judas, y caballerizas. Las caballerizas, situadas en un ala lateral del edificio, alejada de las zonas residenciales, están divididas por una doble hilera de altas columnas de granito y cubiertas con cúpulas. En las caballerizas hay una habitación donde antiguamente estaban aparcados los coches de la familia. Una escalera da acceso a las distintas estancias del ala principal del edificio, que luego se conectan con las alas intermedias.
El edificio se caracteriza también por la diversidad de las dos fachadas: sencilla y racional la que da a via Sant'Ennodio, escenográfica y animada, gracias también al porche y a la terraza, la que da al jardín.
Francesco Croce diseñó el edificio de tal manera que todo el complejo parece haber sido construido al mismo nivel, pero en realidad la parte norte del edificio, el primer patio y la parte sur que da al Tesino tienen una diferencia de altura de más de cinco metros.